# Crotoxina
La crotoxina es una estructura polipeptídica con un componente básico y otro ácido sólo presente en la subfamilia de los Crotalinae (serpientes de cascabel); se define químicamente como L-Arginina ésterhidrolasa (TAME: éster metílico de la toluensulfonil L-Arginina), Péptido-péptido hidrolasa (3.4.4). Los números indican el número de orden de los biocatalizadores ofídicos en la Clasificación Internacional del Comité de Enzimas de la Unión Internacional Bioquímica. 
- Datos: Q5792231